# Jon Kamaluddin
Jonathan "Jon" Kamaluddin, född 1973, är en brittisk företagsledare som var styrelseordförande för det svenska finansförmedlingsföretaget Klarna AB mellan 2016 och 2020 när han efterträdde Eva Cederbalk på positionen. Han har dessförinnan arbetat bland annat som internationell direktör och finansdirektör för modeföretaget Asos plc och finansdirektör för varuhuskedjan Marks & Spencer.
Han avlade en civilingenjörsexamen vid University of Bristol.